# Parkwohnanlage Zollhaus

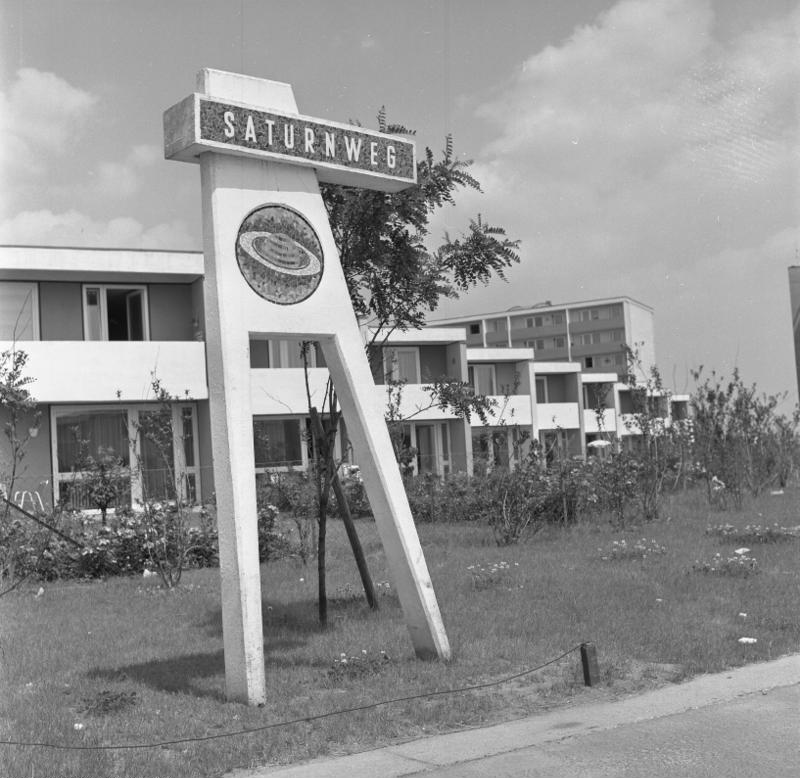
Typisches Straßenschild in der Parkwohnanlage

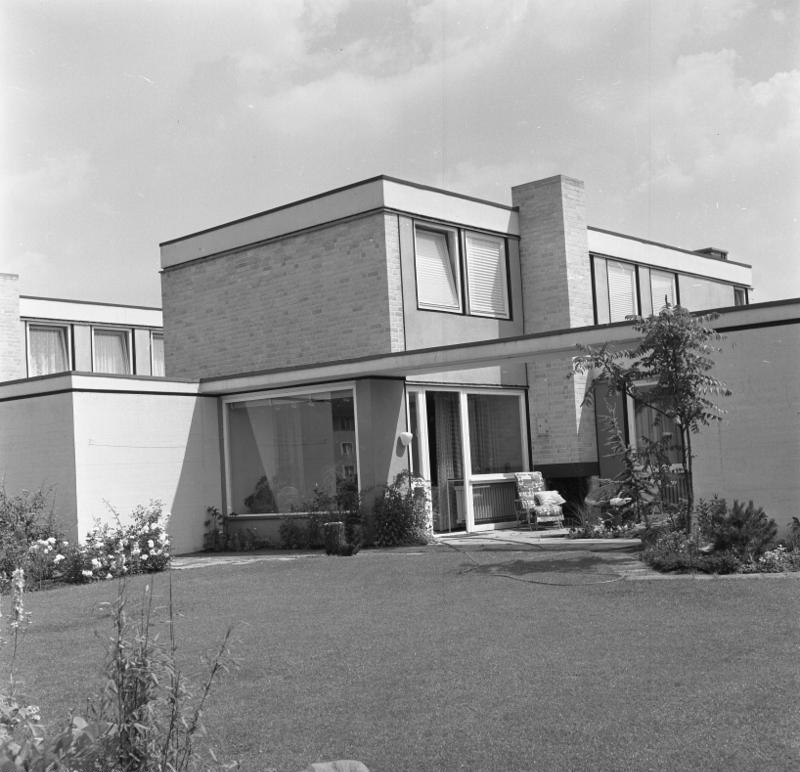
Gartenhofhaus in Nürnberg-Zollhaus

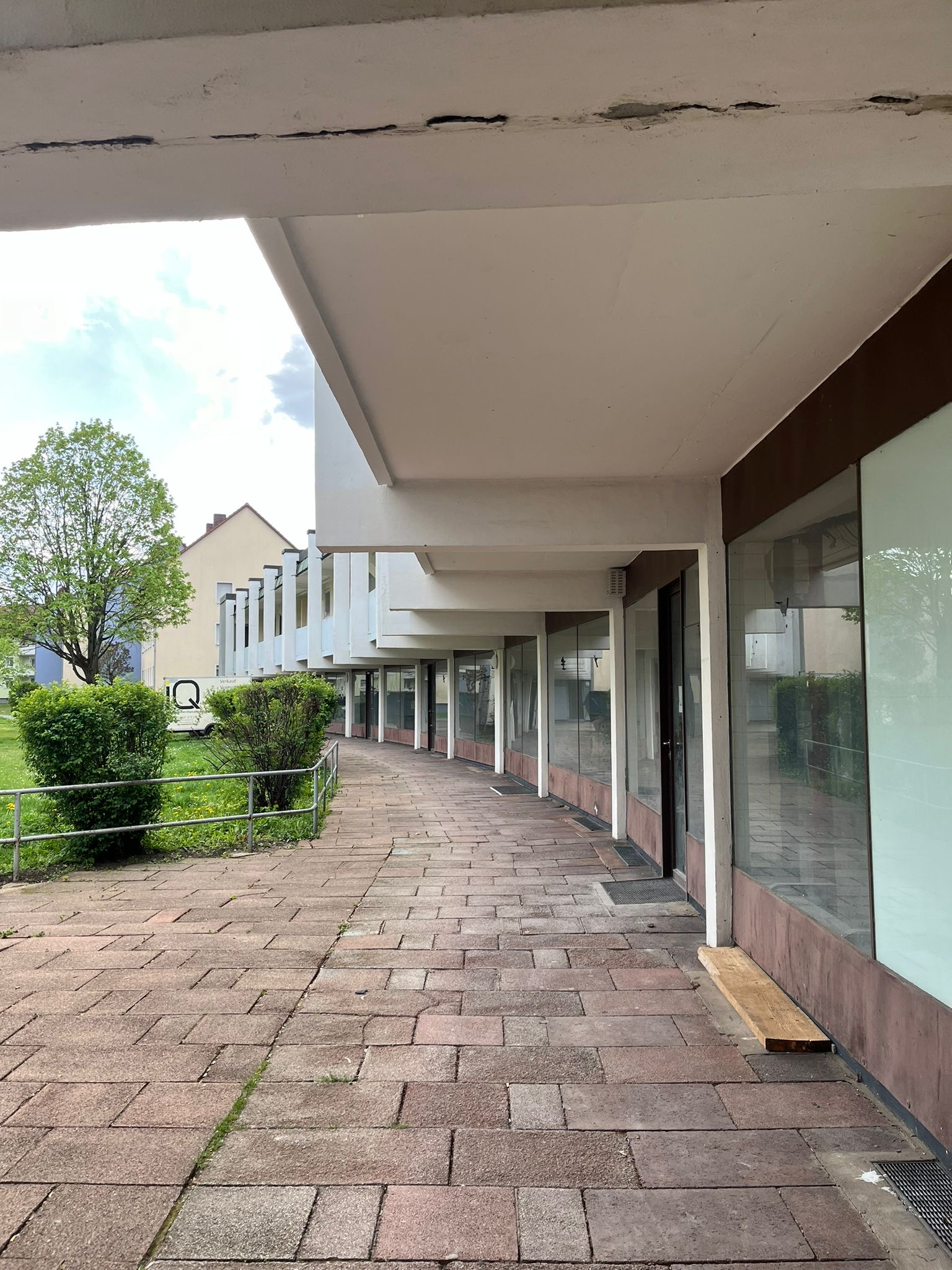
Das Versorgungszentrum heute.

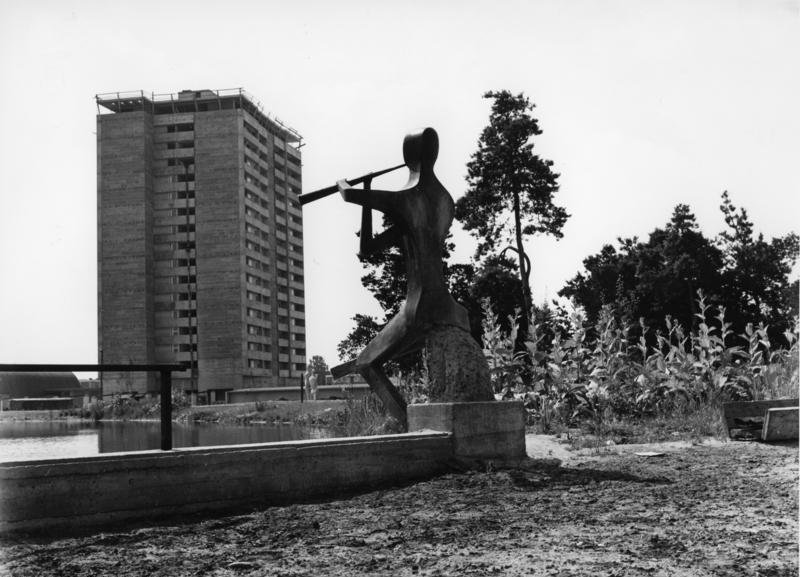
Kunst auch am Nordufer des Mondsees

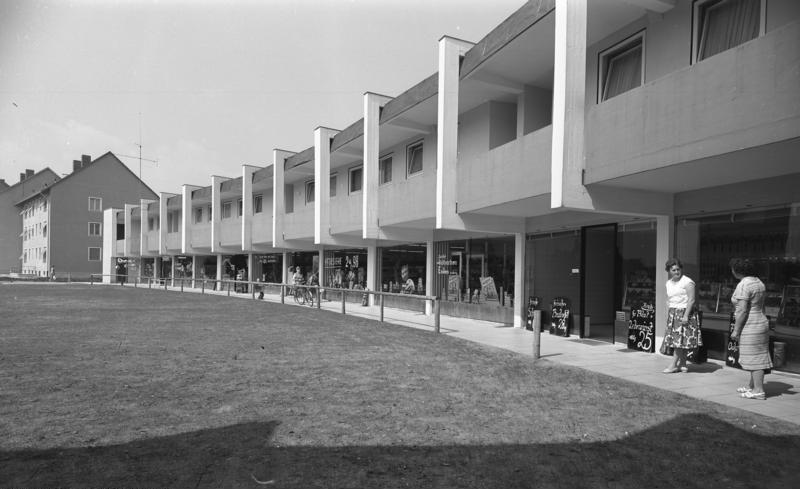
Ladenpassage

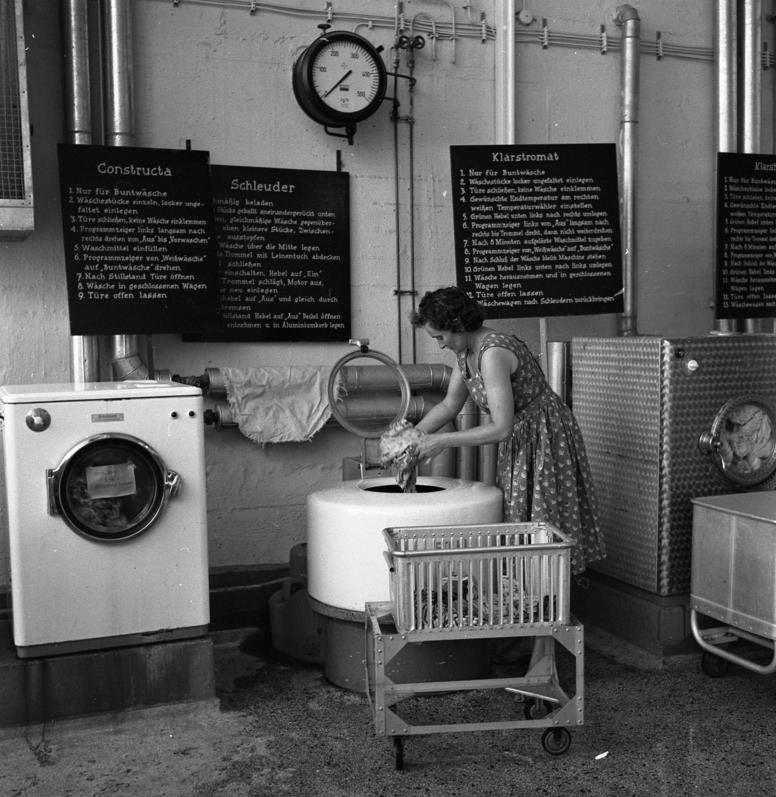
Waschhaus der Parkwohnanlage Zollhaus
25. Juni 1961

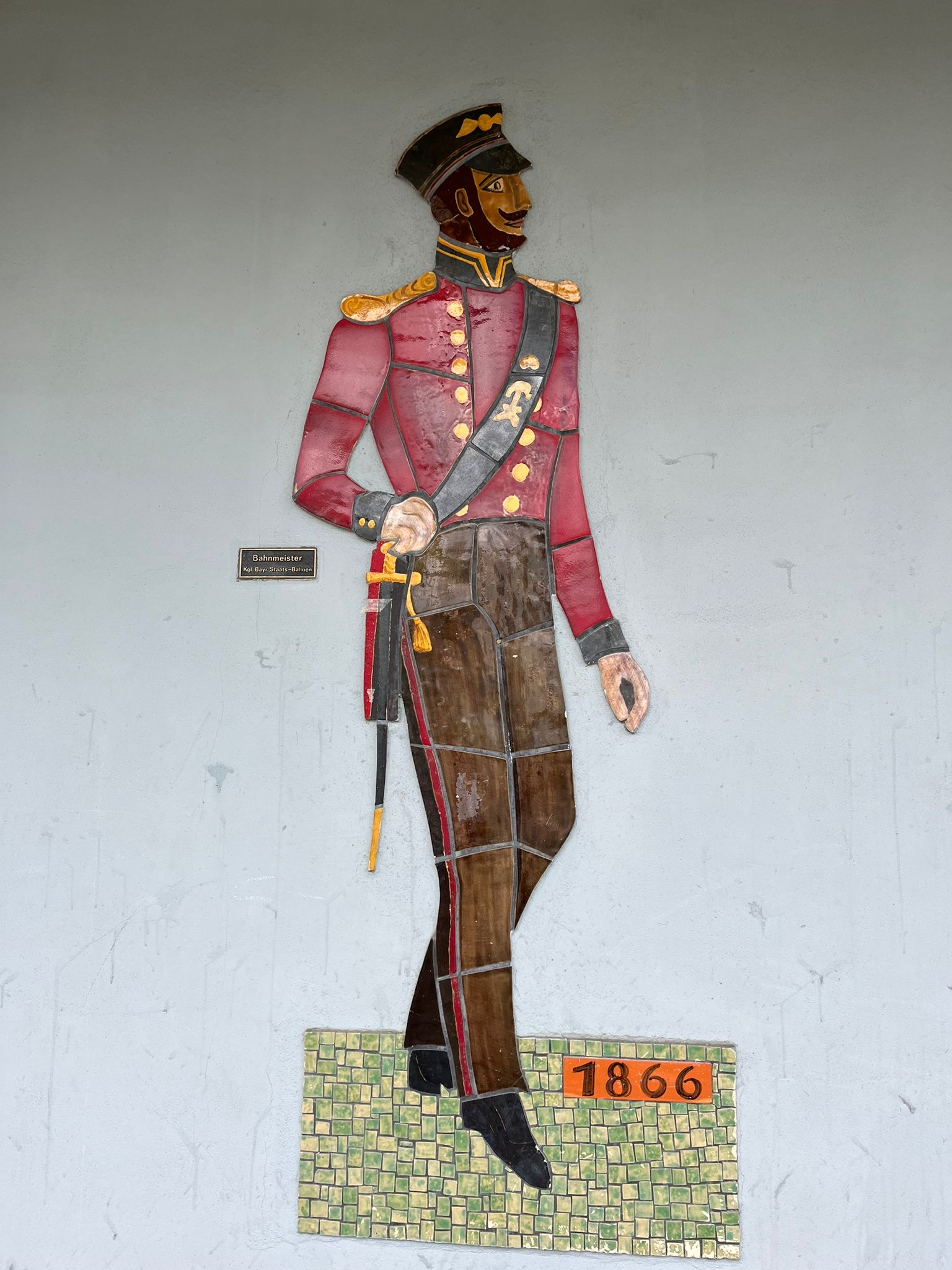

Die Parkwohnanlage Zollhaus ist eine Siedlung im Nürnberger Stadtteil Rangierbahnhof-Siedlung (Distrikt 311 Rangierbahnhof-Siedl. (Planetenring)) am südöstlichen Stadtrand im Statistischen Stadtteil 3 (Südöstliche Außenstadt).

## Geschichte
Mitte der 1950er Jahre herrschte aufgrund der Zerstörung des 2. Weltkrieges bei den Beschäftigten der Bundesbahndirektion Nürnberg große Wohnungsnot. Die Direktion reagierte mit dem bis dahin größten Wohnungsbauprojekt der Deutschen Bahn: 1.100 Wohnungen sollten gebaut werden.
Am Projekt beteiligt waren die Baugenossenschaft des Eisenbahnpersonals und die Eisenbahn-Wohnungsgesellschaft als Träger des Projekts. Der Architekt war Gerhard G. Dittrich. Das Bundesministerium für Wohnungsbau und Städtebau förderte die Siedlung als „Demonstrativprogramm“. Damit trug es viel zur Entwicklung des deutschen Wohnungsbaus und der Entwicklung der städtebaulichen Planung bei.

## Planung
Die Wohnungen sollten an die südöstlich angrenzende Wohnsiedlung Rangierbahnhof auf ein 30 Hektar großes Gebiet gebaut werden. Die Bebauung kann in folgende Bauarten unterteilt werden: Einfamilienhäuser, viergeschossige Mietshäuser, sieben- und neungeschossige Laubenganghäuser, ein achtgeschossiges Punkthaus sowie ein sechzehnstöckiges Hochhaus. In diesem waren im Dachgeschoss bis zum Verkauf der Wohnanlage die Geschäftsstellen der Eisenbahn-Wohnungsbaugesellschaft Nürnberg sowie der Baugenossenschaft des Eisenbahnpersonals Nürnberg untergebracht. Zehn Prozent waren Zwei-Zimmer-Wohnungen, 40 Prozent Drei-Zimmer-Wohnungen, 40 Prozent Vier-Zimmer-Wohnungen und Zehn Prozent Fünf-Zimmer-Wohnungen. Die Aufteilung der Wohnungen wurde durch eine Bedarfsanalyse der Eisenbahnerfamilien geplant. Neben den Wohnbauten sollten auch ein Heiz- und Waschhaus und ein Versorgungszentrum mit Park und eine Tankstelle entstehen.

## Grünfläche und Spielfläche der Wohnsiedlung
Bei der Planung der Wohnanlage wurde viel Wert auf Grünflächen gelegt und es wurde verlangt, dass es eine Grünraumverbindung gibt. Dafür wurden unter anderem auch schon vorhandener Baumbestand genutzt. Neben der einladenden Rasenfläche mit Baum- und Buschgruppen wurde auch ein Weiher angelegt, der heute aber nicht mehr vorhanden ist.
Außerdem wurden genügend Spielplätze eingeplant, die für die Kinder der Familien leicht zu erreichen waren. Diese waren unterteilt für die Bedürfnisse der verschiedenen Altersgruppen:
Für die Kleinsten gibt es in jeder Hauszeile einen Spielplatz. Bei den Eigenheimen und Hochhäusern gibt es etwas größere Spielplätze für Kleinkinder und Kinder. Die Spielplätze sind jeweils mit verschiedenen Spielgeräten ausgestattet und sind durch diverse Tierplastiken verschönert. Für die älteren Kinder gibt es einen Bolzplatz.

## Kunst im Viertel
Das besondere an der Parkwohnanlage Zollhaus sind die vielen Kunstwerke, die man überall findet. Am Anfang der Planungsphase wurde ein Wettbewerb ausgeschrieben, um Künstler und Künstlerinnen auf das Projekt aufmerksam zu machen. Danach gab es Gespräche für die Umsetzung der Ideen der Gewinner. Den Künstlern und Künstlerinnen wurden viele Freiheiten gegeben.
Letztendlich entschieden sich die Kunstschaffenden für die Technik des Sgraffitos, des keramischen Reliefs und des Keramikmosaiks, um zwischen Gegenständlichkeit und Abstrakt zu verbleiben. Neben mehreren Statuen und Plastiken auf Grünflächen ist das Viertel mit verschiedenen Mosaiken und Wandplattenfriesen geschmückt. An den Kunstwerken waren unter anderem Hilde von Collande, Erich Kohouts, Georg Mayer-Pröger, Jakob Dietz, Michael Mathias Prechtl, Hella Rossner-Böhmlein, Emil Zentgraf, Leo Smigays, Josef Traxler, Leo Birkmann und Werner Ramser beteiligt.

## Die Architektur der Siedlung
Die Parkwohnanlage Zollhaus wird als qualitätvolles Beispiel für die Architektur der 1950er Jahre betrachtet und ist seit 1999 in der Denkmalliste verzeichnet.